# Атамановка (Амурская область)
Атамановка — упразднённое село в Архаринском районе Амурской области России. Исключено из учётных данных в 1974 году.

## География
Село располагалось на левом берегу реки Грязная (приток Амура) в месте впадения в неё пади Широкой, на расстоянии примерно 22 километра (по прямой) к западу от села Кундур.

## История
Село возникло в 1909 году. По данным на 1916 год хутор Атамановский состоял из 2 дворов (население составляло 24 человека) и входил в состав 3-го участка Раддевского станичного округа Амурского уезда Амурской области.
По данным 1926 года в Атамановком имелось 12 хозяйств крестьянского типа и проживало 57 человек (27 мужчин и 30 женщин). В национальном составе населения преобладали белоруссы. В административном отношении входил в состав Урильского сельсовета Хингано-Архаринского района Амурского округа Дальневосточного края.
Решением Амурского исполкома от 7 июня 1974 года № 253, село Атамановка исключено из учётных данных как несуществующее.